# Norma letteraria bulgara del Banato
La norma letteraria bulgara del Banato o la norma scritta del Banato è una norma regionale scritta della lingua bulgara, usata dai bulgari del Banato.
Insieme alla cosiddetta lingua macedone e alla lingua bulgara ufficiale standardizzata, è una delle tre norme regionali scritte esistenti della lingua bulgara moderna.
La norma scritta Banat ha un sistema grafico separato basato sull'alfabeto latino, il che è molto difficile. Esiste una letteratura ampia e diversificata sulla norma letteraria bulgara del Banato.
La norma scritta del Banato è anche una sorta di continuazione della Lingua slavo-serba.